# Kirkpatrick-Fleming
 (septembre 2023).
Kirkpatrick-Fleming est un village situé dans le Dumfries and Galloway, en Écosse.

## Histoire
Le village était connu pour ses sources ferrugineuses et sulfureuses. 